# Arbër Zeneli
Arbër Avni Zeneli, né le 25 février 1995 à Säter en Suède, est un footballeur international kosovar. Il évolue au poste d'ailier droit au IF Elfsborg.

## Carrière

### Carrière en club
À l'âge de seulement 16 ans il est surclassé avec les U19 de Elfsborg, son club formateur. Il y inscrit quatre buts. L'année suivante, il alterne entre les U19 et la réserve du club suédois.
Le 31 octobre 2015, il inscrit avec Elfsborg un doublé en Allsvenskan, contre le club de Falkenbergs (victoire 4-2).

#### Stade de Reims (2019-2023)
Le 26 janvier 2019, il s'engage avec le Stade de Reims pour quatre ans et contre la somme de 4 millions d'euros.
Le 2 février 2019, il joue son premier match avec Reims en entrant en jeu à la 72e minute de jeu lors d'une victoire 2-1 face à Marseille. Le 24 février 2019, il inscrit son premier but avec le Stade de Reims contre Montpellier sur penalty. Lors de ce match, il délivre également une passe décisive pour Rémi Oudin.
Lors de ses six premiers mois en Champagne, il marque trois buts et délivre quatre passes décisives en 15 matchs.

### En équipe nationale
Arbër Zeneli est régulièrement sélectionné dans les catégories de jeunes suédois. Il inscrit un but avec les moins de 17 ans, cinq buts avec les moins de 19 ans, et enfin un but avec les espoirs.
Il remporte l'Euro espoirs en 2015 avec l'équipe de Suède espoirs. Il reste toutefois sur le banc tout au long de la compétition.
Arbër Zeneli honore sa première sélection en équipe du Kosovo le 6 octobre 2016 lors d'un match contre la Croatie. Lors d'un match contre l'Albanie il marque son premier but et met même un doublé pour une victoire 3-0. Il inscrit un triplé face à l'Azerbaïdjan le 20 novembre 2018.
Le 7 juin 2019, pendant un match contre le Monténégro (1-1), Zeneli se rompt les ligaments croisés.

## Vie privée
Arbër Zeneli est le frère de Besfort Zeneli. Tous les deux ont été formés à l'IF Elfsborg et y ont débuté leur carrière professionnelle.

## Statistiques
| Saison                | Club                  | Championnat           | Championnat | Championnat | Coupe(s) nationale(s) | Coupe(s) nationale(s) | Supercoupe | Supercoupe | Compétition(s) continentale(s) | Compétition(s) continentale(s) | Compétition(s) continentale(s) | Play-offs | Play-offs | Kosovo | Kosovo | Total | Total |
| Saison                | Club                  | Division              | M.          | B.          | M.                    | B.                    | M.         | B.         | Comp.                          | M.                             | B.                             | M.        | B.        | M.     | B.     | M.    | B.    |
| 2014                  | IF Elfsborg           | Allsvenskan           | 16          | 1           | 3+1                   | 0+1                   | 1          | 0          | C3                             | 1                              | 0                              | -         | -         | -      | -      | 22    | 2     |
| 2015                  | IF Elfsborg           | Allsvenskan           | 30          | 10          | 5                     | 2                     | 1          | 0          | C3                             | 5                              | 0                              | -         | -         | -      | -      | 41    | 12    |
| Sous-total            | Sous-total            | Sous-total            | 46          | 11          | 9                     | 3                     | 2          | 0          | -                              | 6                              | 0                              | -         | -         | -      | -      | 63    | 14    |
| 2015-2016             | SC Heerenveen         | Eredivisie            | 17          | 4           | -                     | -                     | -          | -          | -                              | -                              | -                              | -         | -         | -      | -      | 17    | 4     |
| 2016-2017             | SC Heerenveen         | Eredivisie            | 32          | 6           | 4                     | 1                     | -          | -          | -                              | -                              | -                              | 2         | 0         | 4      | 0      | 42    | 7     |
| 2017-2018             | SC Heerenveen         | Eredivisie            | 22          | 4           | 1                     | 2                     | -          | -          | -                              | -                              | -                              | 2         | 0         | 5      | 2      | 30    | 8     |
| 2018-2019             | SC Heerenveen         | Eredivisie            | 17          | 3           | 3                     | 1                     | -          | -          | -                              | -                              | -                              | -         | -         | 6      | 4      | 26    | 8     |
| Sous-total            | Sous-total            | Sous-total            | 88          | 17          | 8                     | 4                     | -          | -          | -                              | -                              | -                              | 4         | 0         | 15     | 6      | 115   | 27    |
| 2019                  | Stade de Reims        | Ligue 1               | 15          | 3           | -                     | -                     | -          | -          | -                              | -                              | -                              | -         | -         | 3      | 1      | 18    | 4     |
| 2019-2020             | Stade de Reims        | Ligue 1               | 1           | 0           | -                     | -                     | -          | -          | -                              | -                              | -                              | -         | -         | -      | -      | 1     | 0     |
| 2020-2021             | Stade de Reims        | Ligue 1               | 28          | 3           | 1                     | 0                     | -          | -          | C3                             | 2                              | 0                              | -         | -         | 9      | 2      | 40    | 5     |
| 2021-2022             | Stade de Reims        | Ligue 1               | 9           | 2           | -                     | -                     | -          | -          | -                              | -                              | -                              | -         | -         | 2      | 0      | 11    | 2     |
| 2022-2023             | Stade de Reims        | Ligue 1               | 19          | 0           | 3                     | 1                     | -          | -          | -                              | -                              | -                              | -         | -         | 3      | 0      | 25    | 1     |
| Sous-total            | Sous-total            | Sous-total            | 72          | 8           | 4                     | 1                     | -          | -          | -                              | 2                              | 0                              | -         | -         | 17     | 3      | 95    | 12    |
| Total sur la carrière | Total sur la carrière | Total sur la carrière | 165         | 32          | 21                    | 8                     | 2          | 0          | -                              | 8                              | 0                              | 4         | 0         | 32     | 9      | 232   | 49    |

## Palmarès
Il remporte l'Euro espoirs en 2015 avec l'équipe de Suède espoirs.